# Орлянкин, Валентин Иванович
Валенти́н Ива́нович Орля́нкин (24 января 1906, Кирсановский уезд, Тамбовская губерния — 13 июля 1999, Киев) — советский и украинский оператор, фронтовой кинооператор в годы Великой Отечественной войны. Лауреат Сталинской премии первой степени (1943), заслуженный деятель искусств Украинской ССР (1967).

## Биография
Родился в селе Варваринка Кирсановского уезда (ныне Умётский район, Тамбовской области) (по другим данным — в селе Варварено Новохопёрского уезда Воронежской губернии) в семье лесника. По окончании школы в Кирсанове обучался в Саратовском театральном техникуме. С 1926 по 1928 год был фоторепортёром саратовских газет: «Большевистский молодняк», «Поволжская правда». В период 1928—1930 годов служил в Красной армии.
В 1936 году окончил операторский факультет Высшего государственного института кинематографии, работал оператором на Московской студии кинохроники, с 1937 года — спецкор студии в Крыму. В 1940—1941 годах — оператор Украинской студии хроникально-документальных фильмов. С декабря 1941 года по май 1942-го — оператор Алма-Атинской студии кинохроники.
В 1942 году в звании старшего лейтенанта был зачислен в состав киногруппы Сталинградского фронта. Кроме съёмок военных операций 62-й армии работал на Юго-Западном, Центральном, Степном, 1-м Белорусском, 1-м и 4-м Украинских фронтах.

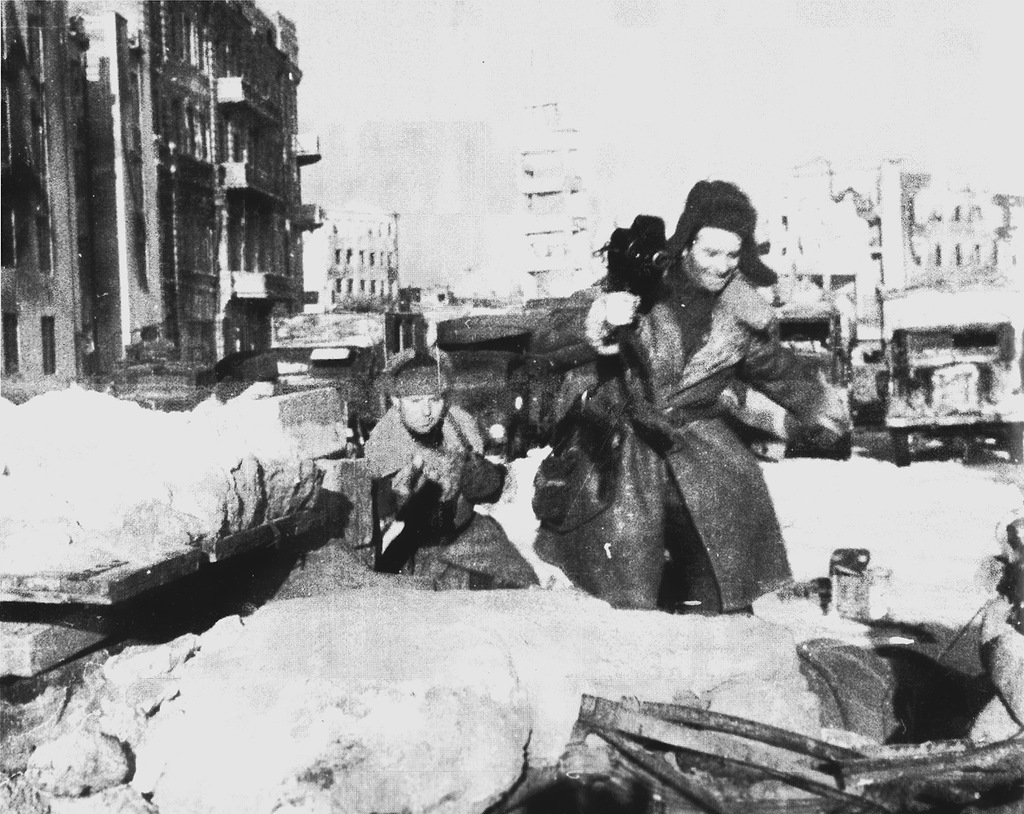
Сталинградская битва (1942—1943)

Среди запечатлённого им для кинолетописи: перевозка раненых и переправа военного автотранспорта на пароме через Волгу, оборона Сталинграда на Сталинградском тракторном заводе, взятые в плен немецкие генералы, генерал В. И. Чуйков, первый поезд через Днепр, воздушный бой, которым руководил А. И. Покрышкин, партизанский командир В. А. Бегма, певец И. С. Козловский и многое другое.
С 1945 года снова на Укркинохронике. С 1952 по 1957 год работал на съёмках игровых фильмов на Киевской киностудии художественных фильмов, затем вновь на студии кинохроники. Кроме документальных фильмов снимал сюжеты для кинопериодики: «Новости дня», «Советский спорт», «Союзкиножурнал» и других, общим количеством свыше 800.
Член ВКП(б) с 1943 года. Член Союза кинематографистов СССР (СК Украинской ССР) с 1960 года, член Национального союза кинематографистов Украины.
Автор книг воспоминаний, выходивших на украинском и русском языках.
Скончался 13 июля 1999 года в Киеве.

### Семья
- жена — Александра Орлянкина (? —1999)[5]
- дочь — Аделина Валентиновна Орлянкина, актриса на Киностудии имени А. Довженко[6];
- сын — Олег Валентинович Орлянкин, оператор на телевидении[6].

## Фильмография
- 1936 — Альпинисты
- 1938 — Школа победителей горных вершин (совместно с Н. Славиным)
- 1939 — По Крыму (совместно с А. Ковальчуком)
- 1940 — Жемчужина Юга
- 1941 — Киев был, есть и будет советским
- 1943 — Битва за нашу Советскую Украину (в соавторстве)
- 1943 — Крылья народа (в соавторстве)
- 1943 — Сталинград (в соавторстве)
- 1945 — За Карпатами
- 1944 — Победа на Правобережной Украине (в соавторстве)
- 1945 — Праздник Победы
- 1945 — Украина возрождается
- 1948 — В Советском Закарпатье
- 1954 — «Богатырь» идёт в Марто (совместно с В. Войтенко)
- 1955 — Звёзды на крыльях
- 1956 — Путешествие в молодость (совместно с В. Филипповым, В. Ильенко)
- 1957 — Великая битва (в соавторстве)
- 1958 — Дорога мужественных
- 1959 — Почвенную карту каждому колхозу
- 1960 — Народ обвиняет
- 1961 — Земля Донецкая (совместно с К. Богданом, Я. Местечкиным, Ф. Каминским, Б. Яровым)
- 1961 — Мы с Украины
- 1962 — Сын солдата
- 1963 — Человек и небо
- 1964 — Мы — спортсмены-парашютисты
- 1965 — Корабли не умирают
- 1966 — 105 дней без тебя
- 1968 — Свитязь-озеро
- 1969 — Иван Микитенко
- 1970 — Этюд о секунде
- 1971 — Город акварельных тонов

## Награды и звания
- орден Красной Звезды (1 марта 1943; был представлен к ордену Отечественной войны I степени)[7];
- медаль «За оборону Сталинграда» (1943)[1];
- Сталинская премия первой степени (1943) — за участие в съёмках фильма «Сталинград» (1943)[3][8];
- медаль «За победу над Германией в Великой Отечественной войне 1941—1945 гг.» (1945)[1];
- медаль на Мкф в Лейпциге (1963) — за фильм «Сын солдата» (1962)[1];
- приз II Всесоюзного кинофестиваля (1966) — за фильм «Корабли не умирают» (1965)[3];
- заслуженный деятель искусств УССР (1967)[1];
- орден Отечественной войны I степени (6 ноября 1985)[9].

## Память
- фронтовые письма В. Орлянкина к жене и некоторые личные вещи хранятся в музее-панораме «Сталинградская битва»[5];
- документальный фильм «Рядом с солдатом» (реж. И. Гелейн, ЦСДФ, 1975)[10];
- поэма «Драгоценная ноша» украинского поэта Ильи Вылегжанина (1979)[11];
- документальный фильм «Наш Орлянкин» («Укркинохроника»)[6];
- документальный фильм «И мир увидел Сталинград» (реж. К. Шутов, «Студия СувенирФильм», 2008).